# Aphyosemion hofmanni
Aphyosemion hofmanni är en fiskart som beskrevs av Radda, 1980. Aphyosemion hofmanni ingår i släktet Aphyosemion och familjen Nothobranchiidae. IUCN kategoriserar arten globalt som livskraftig. Inga underarter finns listade i Catalogue of Life.